# Tiago Ferro
Tiago Ferro (São Paulo, 1976) é um escritor, editor e ensaísta brasileiro. 

## Biografia
Foi um dos fundadores da plataforma de publicação independente de livros e-galáxia e da revista de ensaios Peixe-elétrico.  
Tem mestrado em história social pela FFLCH-USP e doutorado na mesma universidade, com pesquisa sobre a obra do crítico literário Roberto Schwarz. 
Colabora com ensaios sobre cultura e pensamento social brasileiro para importantes veículos como Folha de S.Paulo e as revistas piauí, Serrote e Cult. 
Participou da Bienal do Livro de São Paulo, da Flip (Casa Folha e Casa Sesc), Hay Festival (Colômbia), Filba (Argentina), Filbo (Colômbia), Folio (Portugal) e da Feira do Livro de Guadalajara (México). 

## Obra
Seu romance de estreia, O pai da menina morta (Todavia, 2017), inspirado em seu luto após o falecimento da filha de 8 anos, ganhou em 2019 o Prêmio São Paulo de Literatura na categoria "autor estreante" e o Prêmio Jabuti de melhor romance. Foi publicado também em Portugal, Colômbia e Argentina.
Em seu segundo romance O seu terrível abraço (Todavia, 2023), o escritor explora dilemas contemporâneos a partir de um narrador em ruína.